# Kaze no stigma
Kaze no stigma (風の聖痕, Kaze no seikon, litt. Les stigmates du vent) est une série de light novels écrites par Takahiro Yamato et illustrées par Hanamaru Nanto. La série comporte un total de douze volumes publiés entre janvier 2002 et mars 2010.
Une adaptation en manga dessinée par Neko Miyakai est sortie entre 2007 et 2008, et une série télévisée d'animation dirigée par Junichi Sakata et produite par les studios Gonzo a été diffusée entre avril et septembre 2007.

## Synopsis
Quatre ans plus tôt, Kazuma Kannagi perdit contre sa cousine Ayano Kannagi lors du combat de succession pour l'Enraiha, une épée transmise dans la famille Kannagi. Sa défaite, ainsi que son absence de talent pour l'En-Jutsu, l'art du feu, la spécialité des Kannagi, aboutit à son bannissement de la famille. Aujourd'hui, Kazuma revient en tant que Kazuma Yagami, un expert du Fu-Jutsu, l'art du vent. Il est beaucoup plus puissant et ne considère plus le clan Kannagi comme sa famille. Ceci à l'exception de Ren Kannagi, son petit frère.

## Personnages
Kazuma Yagami (八神 和麻, Yagami Kazuma)
C'est un ancien membre de la maison Kannagi. Après avoir été battu, par sa cousine Ayano lors de la cérémonie de succession pour l'Enraiha, il fut renié par son père pour son incapacité à utiliser l'En-jutsu. Quatre ans plus tard, à l'âge de 22 ans, il revient au Japon en tant qu'expert en Fū-Jutsu.
Grâce au Fū-Jutsu, les pouvoirs de Kazuma devinrent considérables ; en plus de lui permettre de voler même en portant 3 personnes, Kazuma peut lancer des rafales de vent agissant comme des épées, et peut manipuler les esprits du vent pour créer une barrière, protégeant son corps de toute attaque physique ou réfléchissant la lumière pour le camoufler.
Lorsqu'il s'est fait bannir, il s'est retrouvé à la rue et à la suite de quelques combats de rue, il rencontra Tsuo Rin, son premier amour, qui fut ensuite tuée devant ses yeux, dévorée par un Youma. À la suite du meurtre de cette dernière, ses pouvoirs de Fū-Justsu se sont réveillés, il est ainsi devenu plus puissant que n'importe quel membre de son ancien clan au point de pouvoir l'anéantir s'il le désirait.
Kazuma est aussi un Contractor, ayant réalisé un contrat avec le Dieu du vent. Grâce à cela, il est capable de rassembler tous les esprits du vent présent dans l'atmosphère, amplifiant ainsi ses pouvoirs.
Il a un petit frère, Ren, auquel il tient beaucoup, et qui pratique l'En-Jutsu.
Bien que sa relation avec Ayano, sa cousine, soit assez compliquée, elle ne le laisse pas indifférent. Ce qui se prouve à la fin de la série. Il a deux enfants, une fille ( mei ) et un garçon, avec Ayano.
Ayano Kannagi (神凪 綾乃, Kannagi Ayano)
Elle a 18 ans et est le successeur du chef des Kannagi, famille détenant le titre des plus puissants En-jutsu (personnes maîtrisant l'élément du feu) au Japon.
Le pouvoir d'Ayano est la flamme rouge pourpre, Kouen, bien qu'elle ne soit pas capable pour le moment de la maîtriser consciemment. Elle possède l'Enraiha, l'épée sacrée des Kannagi, qu'elle a obtenu en battant Kazuma lors de la cérémonie de succession quatre ans avant le début de l'histoire. L'épée possède des propriétés du feu et peut être invoquée par Ayano n'importe quand. Elle est également capable de résister à tout forme de magie et endommage les épées normal. Bien que son apparence soit étrange il ne faut pas la sous estimer.
En termes de combat, Ayano a tendance à combattre de manière imprudente, se laissant contrôler par sa colère et sa fierté. Son Père est l'actuel chef de famille. Elle a deux enfants avec Kazuma, une fille et un garçon
Ren Kannagi (神凪 煉, Kannagi Ren)
Petit Frère de Kazuma. Il considère cependant aussi Ayano comme sa sœur. Il a beaucoup d'affection pour les deux et trouve souvent son père injuste pour le comportement qu'il a eu avec eux. Bien que moins puissant que Kazuma et Ayano il n'en est par pour autant faible. Il est très intelligent et assez rapide. De plus il contrôle les flammes de purification.
Soshu Kannagi
C'est le père d'Ayano et le chef de la famille Kannagi. C'est un personnage un peu spécial puisqu'il se servit de sa fille pour quelques plans tordus et en plus cela ne le dérange pas. Il joue souvent les Yakusa entre Ayano et Kazuma.
Genma Kannagi
C'est le père de Kazuma et de Ren. Il est très froid et distant. C'est lui qui « a banni » Kazuma.

## Light novel
Kaze no stigma est un light novel écrit par Takahiro Yamato et illustré par Hanamaru Nanto, débuté en 2002 dans le magazine Monthly Dragon Magazine. La série comporte douze volumes, six sur l'histoire principale Kaze no Stigma et six compilations d'histoires courtes Kaze no Stigma Ignition. Le dernier volume de Kaze no Stigma Ignition est sorti à titre posthume à la suite du décès de Takahiro Yamato le 20 juillet 2009.

## Manga
Une adaptation en manga illustrée par Neko Miyakai a été publiée dans le magazine Dragon Age entre 2007 et 2008. Deux volumes reliés sont sortis entre septembre 2007 et mars 2008 par Fujimi Shobō.

## Anime
Une adaptation en anime par le studio Gonzo démarra le 11 avril 2007 et se termina le 20 septembre 2007. Cette adaptation fut dirigée par Junichi Sakata et est composée de 24 épisodes. L'anime reprend les cinq premiers romans de l'histoire principale ainsi que des histoires courtes présentes dans les cinq compilations Kaze no Stigma Ignition.

### Fiche technique
- Genre :Romance, Aventure et Fantastique
- Réalisateur : Junichi Sakata
- Scénariste : Mayori Sekijima
- Direction des chara designs : Yasunari Nitta
- Direction des décors : Yasutada Kato
- Musique : Yutaka Fukuoka

### Liste des épisodes
| No | Titre français                          | Titre japonais         | Titre japonais                | Date de 1re diffusion |
| No | Titre français                          | Kanji                  | Rōmaji                        | Date de 1re diffusion |
| -- | --------------------------------------- | ---------------------- | ----------------------------- | --------------------- |
| 01 | Le retour du vent                       | 風の帰還               | Kaze no Kikan                 | 11 avril 2007         |
| 02 | Confrontation avec le passé             | 過去との対決           | Kako to no Taiketsu           | 18 avril 2007         |
| 03 | Le chef du clan Kannagi                 | 神凪宗家               | Kannagi Souke                 | 25 avril 2007         |
| 04 | Contractor                              | 契約者(コントラクター) | Keiyakusha                    | 2 mai 2007            |
| 05 | Celle qui rejeta toutes ses hésitations | 迷いを捨てた者         | Mayoi wo Suteta Mono          | 9 mai 2007            |
| 06 | Les conséquences du pouvoir             | 力の代償               | Chikara no Daishou            | 16 mai 2007           |
| 07 | Le prix d'une âme                       | 魂の値段               | Tamashii no Nedan             | 23 mai 2007           |
| 08 | Les mésaventures d'Ayano-chan           | 綾乃ちゃんの災難       | Ayano-chan no Sainan          | 30 mai 2007           |
| 09 | Rencontre au clair de lune              | 月下の出会い           | Gekka no Deai                 | 6 juin 2007           |
| 10 | La personne à protéger                  | 護るべき人             | Mamorubeki Hito               | 13 juin 2007          |
| 11 | Les résolutions respectives             | それぞれの決意         | Sorezore no Ketsui            | 20 juin 2007          |
| 12 | Confession sous la lune                 | 月下の告白             | Gekka no Kokuhaku             | 27 juin 2007          |
| 13 | Allons au parc d'attraction             | 遊園地に行こう！       | Yuuenchi ni Ikou!             | 4 juillet 2007        |
| 14 | Les nouvelles mésaventures d'Ayano-chan | 綾乃ちゃんの更なる災難 | Ayano-chan no Saranaru Sainan | 12 juillet 2007       |
| 15 | Le retour de Katherine                  | キャサリン・リターンズ | Katherine Returns             | 19 juillet 2007       |
| 16 | Père et fils                            | 父と子と               | Chichi to Ko to               | 26 juillet 2007       |
| 17 | Comment battre un magicien              | 魔法使いの倒し方       | Mahoutsukai no Taoshikata     | 2 août 2007           |
| 18 | Tokyo RPG                               | 東京RPG                | Toukyou RPG                   | 9 août 2007           |
| 19 | Pandémonium                             | 万魔殿[パンデモニウム] | Pandemonium                   | 16 août 2007          |
| 20 | Le reflet de Jade                       | 翠色の残影             | Suishoku no Zanei             | 23 août 2007          |
| 21 | Le mage du vent en furie                | 狂乱の風術師           | Kyouran no Fuujutsushi        | 30 août 2007          |
| 22 | Décisions et Hésitations                | 決意と逡巡と           | Ketsui to Shunjyun to         | 6 septembre 2007      |
| 23 | La flamme rouge pourpre (Kouen)         | 紅炎                   | Kouen                         | 13 septembre 2007     |
| 24 | Ce que le vent protège                  | 風の護りしもの         | Kaze no Mamorishimono         | 20 septembre 2007     |

### Musique
Générique d'ouverture
Blast of Wind par Saori Kiuji
Générique de fin
1. Hitorikiri no Sora par Saori Kiuji
2. Matataki no Kiwoku (瞬きのキヲク?) par Ayumi Fujimura, Yuka Inokuchi et Shizuka Itō.